# جیمز توچت، پنجمین بارون آدلی
جیمز توچت، پنجمین بارون آدلی (انگلیسی: James Tuchet, 5th Baron Audley; ۱۳۹۸ – ۲۳ سپتامبر ۱۴۵۹) پرسنل نظامی اهل بریتانیا بود.